# Portret moža (avtoportret?)
Portret moža (avtoportret?) (tudi Portret moža v turbanu ali Portret moža v rdečem turbanu) je oljna slika staronizozemskega slikarja Jana van Eycka iz leta 1433 (slika je na spodnjem robu okvirja signirana in datirana). Napis na vrhu okvira Als Ich Can (mišljen 'kot Jaz / Eyck lahko') je običajni van Eyckov motto, vendar je tu nenavadno velik in viden. To dejstvo skupaj z nenavadno neposrednim in konfrontacijskim pogledom moškega, je bilo sprejeto kot znak, da je delo nemara umetnikov avtoportret.
Verjetno je bila slika ob nastanku pendant Portretu Margarete van Eyck, čeprav je njen edini znani portret iz leta 1439 in je večji. Predlagano je bilo, da je van Eyck portret ustvaril za shranjevanje v svoji delavnici, da bi lahko z njim prikazal svoje sposobnosti (in družbeni status, glede na lepa oblačila, razvidna iz portreta) potencialnim strankam. V času nastanka slika leta 1433 je bil njegov ugled že izjemen in on kot slikar zelo iskan.
Tabla je v Narodni galeriji v Londonu od leta 1851, odkar je prišla v Anglijo, in jo je kupil Thomas Howard, 21. grof Arundelski, verjetno med izgnanstvom v Antwerpnu od 1642–44.

## Opis
Kot vse van Eyckove portrete tudi tega zaznamuje ostra in podrobna analiza portretiranca. Slika je tričetrt naravne velikosti, portretiranec pa sedi v tričetrtinskem profilu. Njegov neobrit obraz je močno kaže začetek srednjih let, oči ima polkrvave. S prodornim pogledom gleda navzven in gleda naravnost v gledalca - verjetno je bil to prvi portret v tisočletju, ki je tak. Njegov utrujen izraz obraza je dosežen s kombinacijo njegovega močnega nosu, ki ga tesno stisnejo široka usta in uokvirjanje obraza s pokrivalom. Splošni izraz je človek, za katerega neki učenjak pravi, da »vidi stvari - tudi on sam - od blizu, ne da bi izgubil občutek za širšo sliko«.
Pogosto se misli, da je upodobljen sam slikar Van Eyck, čeprav za to ni neposrednih dokazov. Njegov neposreden pogled je morda v tem, da se umetnik preučuje v ogledalu. Oblačilo je primerno za moškega van Eyckovega družbenega položaja, geslo pa je njegovo osebno, sicer pa se pojavlja le na dveh ohranjenih verskih slikah, še dveh znanih le iz kopij in portretu njegove žene. Pri nobenem od njih ni tako izpostavljen kot tu, zato skupaj z zelo neposrednim pogledom, delo razlagajo kot avtoportret. Nekateri umetnostni zgodovinarji na to delo gledajo kot na "vizitko" za potencialne stranke, kjer lahko van Eyck reče: »poglejte, kaj lahko počnem z barvo, kako življenjsko znam oblikovati svoje figure«.
Upodobljenec ne nosi turbana (kot se običajno misli), temveč šaperon s konci, ki običajno visijo na vrhu, a jih je tu zavihal na vrh, da ga ne bi motili med slikanjem. Podoben šaperon nosi figura v ozadju van Eyckove Madona kanclerja Rolina in domnevajo, da je tudi to avtoportret. Upodabljanje linij in plastičnih gub šaperona je umetniku omogočilo, da pokaže svoje spretnosti. Še več, postavitev njegovega dolgega korneta se lahko neposredno nanaša na njegov poklic slikarja - zvit je, morda zato, da mu ne bo preveč na poti, ko bo prosto nanašal barvo. Poudarek na ostrih in bistro inteligentnih portretirančevih očeh je še en prefinjen namig, ki ga je pozneje spet našel v avtoportretu Albrechta Dürerja iz leta 1500.
Značilno za van Eycka je, da je glava nekoliko večja glede na trup. Tehnika prikazuje »spretnost, gospodarnost in hitrost« najboljšega Van Eyckovega dela. Campbell takole opisuje poslikavo levega očesa: »Beli del očesa je podložen v beli barvi, pomešani z majhnimi količinami rdeče in modre barve. Nad spodnjim slojem je postavljen zelo tanek drobec rdeče, ki pa ostane izpostavljen v štirih mestih za ustvarjanje sekundarnih poudarkov. Žile so pobarvane v vermilionu v mokro glazuro. Iris je ultramarin, dokaj čist v svojem obsegu, mešan pa je z belo in črno proti zenici. Zenica je v modri barvi šarenice pobarvana v črni barvi. Refleks v očeh so štiri pike svinčeno bele barve, ki se uporabljajo kot zadnji dotik, ena na šarenici in tri na beli, kjer se s štirimi sekundarnimi lučmi ustvarijo bleščeč učinek«.

## Okvir in napis
Originalni okvir se je ohranil (navpične stranice so v resnici en kos lesa z osrednjo tablo) in ima nanj naslikan napis JOHES DE EYCK ME FECIT ANO MCCCC.33. 21. OKTOBRIS ('Jan van Eyck me je dal na 21. oktobra 1433') na dnu in na vrhu geslo„ AlC IXH XAN ('Tako dobro, kot lahko/kot znam'), ki se pojavlja tudi na drugih van Eyckovi slikah, vedno napisano z grškimi črkami in vključuje besedno igro na njegovo ime. Tako kot na drugih okvirjih so tudi tu črke naslikane tako, da so videti vrezane.
Podpisovanje in datiranje slik na tablah v začetku 15. stoletja je bilo nenavadno. Tudi ko so bili datumi dodani, so bili navadno samo za leto, medtem ko van Eyck natančno določi natančen datum, 21. oktober. Ker je premalo njegovih slik ohranjenih (obstoječih del je nekje manj kot 20), da bi lahko presodili njegovo plodnost, stopnja podrobnosti in spretnosti kaže, da so za dokončanje potrebovali mesece in ne dneve. Tako se je z datumom potencialnim naročnikom morda bolj pohvalil bolj kot pa da gre za dejstvo.
Ker se geslo Als Ich Can pojavlja v mnogih drugih van Eyckovi delih, verjamejo, da izziva druge umetnike, da delajo bolje od njega. Čeprav je stavek napisan z grškimi črkami, je izvirno flamski. Če ima flamsko besedno zvezo v grški pisavi, pomeni, da se je van Eyck videl v »konkurenci tako z antičnimi kot s svojimi sodobniki«. Ne glede na njegovo razmišljanje, v katerem je geslo vključeno v številna njegova dela, lahko sklepamo, da je stavek van Eyckove samozavesti o svojem slikarskem delu.